# Cristiano Bacci
Cristiano Bacci (Viareggio, 6 luglio 1975) è un allenatore di calcio ed ex calciatore italiano, di ruolo difensore, tecnico del Panserraïkos.

## Carriera

### Giocatore
Ha giocato per circa quindici anni da professionista, quasi integralmente in Serie C2.

### Allenatore

#### Gli inizi
Inizia la carriera da allenatore nel settore giovanile della Virtus Entella, con cui conquista uno storico scudetto Juniores. Diventa quindi il tecnico della prima squadra del club di Chiavari, venendo poi sollevato dall'incarico l'11 aprile 2011 e sostituito da Luca Prina.
Il 5 dicembre prende il posto del dimissionario Michelangelo Rampulla al Derthona, lasciando poi i piemontesi nel successivo mese di aprile a causa di problemi personali. Il 12 febbraio 2013 approda alla Folgore Caratese, con cui resta fino al termine della stagione. Il 21 ottobre fa ritorno sulla panchina del club brianzolo, con cui rimane anche nella stagione successiva.

#### Olhanense
Il 3 febbraio 2015 lascia gli azzurri e diventa il nuovo allenatore dell'Olhanense, squadra portoghese militante in Segunda Liga; dopo essere stato premiato come miglior allenatore del campionato da un sito specializzato, viene esonerato il 27 ottobre 2016.

#### Esperienze da vice
Nel 2017 entra a far parte dello staff tecnico di Răzvan Lucescu al PAOK, dove si occupa della fase difensiva; con i bianconeri vince due Coppe di Grecia e un campionato, prima di passare, assieme a Lucescu, all'Al-Hilal. Con i sauditi vince la Champions League asiatica, lo scudetto e la Coppa del Re, prima di venire esonerato nel febbraio del 2021. Tornato al PAOK, lascia la squadra greca nel giugno del 2023 e il 25 ottobre diventa il nuovo vice di Gabriele Cioffi all'Udinese, da cui viene esonerato il 22 aprile 2024.

#### Boavista e Moreirense
Il 19 giugno sostituisce Jorge Simão sulla panchina del Boavista, facendo così ritorno in Portogallo dopo otto anni. L'8 febbraio 2025, si dimette dall'incarico.
Il 28 febbraio 2025, dopo poche settimane dalle dimissioni dal club bianconero, viene ingaggiato dalla Moreirense, sempre nella massima divisione portoghese. Dopo aver condotto il club al 10º posto finale in campionato e alla conseguente salvezza, il 19 maggio 2025 annuncia il proprio addio al termine della stagione.
Panserraikos
Il 4 giugno 2025, Bacci viene nominato allenatore del Panserraïkos, formazione militante nel massimo campionato greco.

## Statistiche

### Statistiche da allenatore
Statistiche aggiornate al 17 maggio 2025.
| Stagione                | Squadra                 | Campionato              | Campionato | Campionato | Campionato | Campionato | Coppe nazionali | Coppe nazionali | Coppe nazionali | Coppe nazionali | Coppe nazionali | Coppe continentali | Coppe continentali | Coppe continentali | Coppe continentali | Coppe continentali | Altre coppe | Altre coppe | Altre coppe | Altre coppe | Altre coppe | Totale | Totale | Totale | Totale | % Vittorie | Piazzamento   |
| Stagione                | Squadra                 | Comp                    | G          | V          | N          | P          | Comp            | G               | V               | N               | P               | Comp               | G                  | V                  | N                  | P                  | Comp        | G           | V           | N           | P           | G      | V      | N      | P      | %          | Piazzamento   |
| ----------------------- | ----------------------- | ----------------------- | ---------- | ---------- | ---------- | ---------- | --------------- | --------------- | --------------- | --------------- | --------------- | ------------------ | ------------------ | ------------------ | ------------------ | ------------------ | ----------- | ----------- | ----------- | ----------- | ----------- | ------ | ------ | ------ | ------ | ---------- | ------------- |
| 2010-apr. 2011          | Virtus Entella          | 2D                      | 28         | 5          | 13         | 10         | CI-LP           | 4               | 1               | 1               | 2               | -                  | -                  | -                  | -                  | -                  | -           | -           | -           | -           | -           | 32     | 6      | 14     | 12     | 18,75      | Eson.         |
| dic. 2011-apr. 2012     | Derthona                | D                       | 18         | 6          | 6          | 6          | CI-D            | -               | -               | -               | -               | -                  | -                  | -                  | -                  | -                  | -           | -           | -           | -           | -           | 18     | 6      | 6      | 6      | 33,33      | Sub., Dimiss. |
| feb.-giu. 2013          | Folgore Caratese        | D                       | 12         | 6          | 1          | 5          | CI-D            | -               | -               | -               | -               | -                  | -                  | -                  | -                  | -                  | -           | -           | -           | -           | -           | 12     | 6      | 1      | 5      | 50,00      | Sub., 6º      |
| ott. 2013-2014          | Folgore Caratese        | D                       | 26         | 9          | 8          | 9          | CI-D            | -               | -               | -               | -               | -                  | -                  | -                  | -                  | -                  | -           | -           | -           | -           | -           | 26     | 9      | 8      | 9      | 34,62      | Sub., 12º     |
| 2014-feb. 2015          | Folgore Caratese        | D                       | 22         | 4          | 9          | 9          | CI-D            | 1               | 0               | 1               | 0               | -                  | -                  | -                  | -                  | -                  | -           | -           | -           | -           | -           | 23     | 4      | 10     | 9      | 17,39      | Eson.         |
| Totale Folgore Caratese | Totale Folgore Caratese | Totale Folgore Caratese | 60         | 19         | 18         | 23         |                 | 1               | 0               | 1               | 0               |                    | -                  | -                  | -                  | -                  |             | -           | -           | -           | -           | 61     | 19     | 19     | 23     | 31,15      |               |
| feb.-mag. 2015          | Olhanense               | SL                      | 20         | 6          | 9          | 5          | CP+CdL          | -               | -               | -               | -               | -                  | -                  | -                  | -                  | -                  | -           | -           | -           | -           | -           | 20     | 6      | 9      | 5      | 30,00      | Sub., 16º     |
| 2015-2016               | Olhanense               | SL                      | 46         | 19         | 12         | 15         | CP+CdL          | 1+1             | 0+0             | 0+0             | 1+1             | -                  | -                  | -                  | -                  | -                  | -           | -           | -           | -           | -           | 48     | 19     | 12     | 17     | 39,58      | 7º            |
| lug.-ott. 2016          | Olhanense               | SL                      | 12         | 0          | 1          | 11         | CP+CdL          | 0+1             | 0+0             | 0+0             | 0+1             | -                  | -                  | -                  | -                  | -                  | -           | -           | -           | -           | -           | 13     | 0      | 1      | 12     | &0,00      | Eson.         |
| Totale Olhanense        | Totale Olhanense        | Totale Olhanense        | 78         | 25         | 22         | 31         |                 | 3               | 0               | 0               | 3               |                    | -                  | -                  | -                  | -                  |             | -           | -           | -           | -           | 81     | 25     | 22     | 34     | 30,86      |               |
| 2024-feb. 2025          | Boavista                | PL                      | 20         | 2          | 6          | 12         | CP              | 1               | 0               | 0               | 1               | -                  | -                  | -                  | -                  | -                  | -           | -           | -           | -           | -           | 21     | 2      | 6      | 13     | &9,52      | Eson.         |
| feb.-giu. 2025          | Moreirense              | PL                      | 11         | 3          | 5          | 3          | CP              | -               | -               | -               | -               | -                  | -                  | -                  | -                  | -                  | -           | -           | -           | -           | -           | 11     | 3      | 5      | 3      | 27,27      | Sub., 10º     |
| Totale carriera         | Totale carriera         | Totale carriera         | 215        | 60         | 70         | 85         |                 | 9               | 1               | 2               | 6               |                    | -                  | -                  | -                  | -                  |             | -           | -           | -           | -           | 224    | 61     | 72     | 91     | 27,23      |               |

## Palmarès

### Giocatore

#### Competizioni regionali
- Eccellenza: 1

Virtus Entella: 2007-2008

### Allenatore

#### Competizioni giovanili
- Campionato Nazionale Juniores: 1

Virtus Entella: 2009-2010